# Фрідріх Вільгельм Шульц
Фрідріх Вільгельм Шульц (нім. Friedrich Wilhelm Schultz; 1804—1876) — німецький ботанік, фахівець з систематики родини Вовчкові, старший брат ботаніка Карла Генріха Шульца (1805—1867).

## Біографія
Фрідріх Вільгельм Шульц народився 3 січня 1804 року в місті Цвайбрюккен. Навчався у школі в Кузелі, працював в аптеці батька в Цвайбрюккені. У 1827 році Шульц поступив у Мюнхенський університет, у 1829 році закінчив Тюбінгенський університет зі ступенем доктора медицини. У 1831 році отримав право займатися медициною у Мюнхені. У 1832 році він став господарем аптеки в місті Біч, де працював до 1836 року. Потім Фрідріх Вільгельм став вивчати ботаніку. У 1845 році була видана найвідоміша робота Шульца, Flora der Pfalz. У 1853 році він переїхав до Віссембура у Ельзас. Помер Фрідріх Вільгельм Шульц 30 грудня 1876 року у Віссембурі.

## Окремі наукові роботи
- Schultz, F.W. (1842—1855). Archives de la flore de France et d'Allemagne.
- Schultz, F.W. (1845). Flora der Pfalz. 575 p.
- Schultz, F.W. (1865). Grundzüge zur Phytostatik der Pfalz. 233 p.